# Den svenska industriella hampasektorn
Den svenska industriella hampasektorn utgörs av en växande grupp företag i Sverige som fokuserar på att utveckla och kommersialisera produkter och teknologier baserade på industriell hampa (Cannabis sativa L.).

## Bakgrund
Efter flera decennier av restriktiv lagstiftning återlegaliserades odling av industrihampa i Sverige i början av 2000-talet.